# Joanna Gościej-Lewińska
Joanna Gościej-Lewińska (ur. 1961) – kierownik Galerii Centrum w Nowohuckim Centrum Kultury w Krakowie.

## Życiorys
Ukończyła studia na Wydziale Filozoficzno-Historycznym Uniwersytetu Jagiellońskiego. Od roku 1986 prowadzi "Galerię Centrum" w Nowohuckim Centrum Kultury. Była kuratorką i koordynatorką ponad 800 wystaw takich artystów jak m.in. Marian Kruczek, Zdzisław Beksiński, Jerzy Duda-Gracz, Jerzy Wroński, Paulin Wojtyna, Janina Kraupe, Stefan Gierowski.

## Galeria Beksińskiego
7 października 2016 roku w Nowohuckim Centrum Kultury została otwarta stała wystawa prac Zdzisława Beksińskiego. Ma ona 200 metrów kwadratowych powierzchni. Joanna Gościej-Lewińska jako kurator przygotowała aranżację wystawy, a projekt opracowała firma Ekotektura

## Wybrane publikacje
- Zdzisław Beksiński 1929-2005 : malarstwo, rysunek, grafika, fotografia / Wiesław Banach, Joanna Gościej-Lewińska, Marta Kozłowska, Nowohuckie Centrum Kultury Kraków 2014[3]
- Joanna Gościej-Lewińska W poszukiwaniu tajemnicy; Andrzej Saj Spojrzenie stamtąd? O symultanicznych mandalach Janusza Leśniaka. Katalog wystawy Tajemnica mandali: „Janusz Leśniak – mandala”; Nowohuckie Centrum Kultury, Agencja Artystyczna GAP, Kraków 2014 ISBN 978-83-940442-0-6
- Paulin Wojtyna, 100-lecie urodzin artysty - katalog  (współautor) Kraków 2013[4]
- Beksiński: Galeria Zdzisława Beksińskiego w Krakowie. Fotografia / Joanna Gościej-Lewińska, Zdzisław Beksiński Nowohuckie Centrum Kultury 2016[5]
- Nowohucki Salon Sztuki 2009 : malarstwo, grafika, rzeźba / [projekt katalogu.: Joanna Gościej-Lewińska, Piotr Sieprawski]. Kraków : Nowohuckie Centrum Kultury, [2009]

## Nagrody i odznaczenia
- 2021: Nagroda Miasta Krakowa[6]